# Tipula phaeocera
Tipula phaeocera är en tvåvingeart som beskrevs av Alexander 1958. Tipula phaeocera ingår i släktet Tipula och familjen storharkrankar. Inga underarter finns listade i Catalogue of Life.